# Natalia Perlova
Natalia Perlova (ukrajinsky: Наталия Перлова; * 19. října 1975) je bývalá ukrajinská reprezentantka ve sportovním lezení, mistryně sportu, vicemistryně světa a vítězka světového poháru v boulderingu, závodila také ale v lezení na obtížnost a rychlost.
Natalia má dvě dcery se svým manželem a vicemistrem světa Serikem Kazbekovem – starší Jevgeniju Kazbekovu (závody přerušila v letech 1996–1997) a Rafaelu. Lezení se věnuje celá její rodina, starší dcera (* 1996), juniorská mistryně světa, se umisťovala v semifinále světového poháru již v prvních šesti letech (2012–2017).. Serik, Natalia a Salavat Rachmetov také testovali výrobky českého výrobce horolezeckého vybavení Singing Rock.

## Výkony a ocenění
- 1999–2004: 6x nominace na mezinárodní prestižní závody Rock Master v italském Arcu, kde získala 3 bronzové medaile v boulderingu
- mistryně sportu

### Závodní výsledky
| Arco Rock Master | Arco Rock Master | Arco Rock Master | Arco Rock Master | Arco Rock Master | Arco Rock Master | Arco Rock Master |
| Rok              | 1999             | 2000             | 2001             | 2002             | 2003             | 2004             |
| ---------------- | ---------------- | ---------------- | ---------------- | ---------------- | ---------------- | ---------------- |
| Bouldering       | 3                | 11               | 3-4              | 3                | 4                | 4                |

| Mistrovství světa | Mistrovství světa | Mistrovství světa | Mistrovství světa | Mistrovství světa | Mistrovství světa | Mistrovství světa | Mistrovství světa |
| Rok               | 1993              | 1995              | 1999              | 2001              | 2003              | 2005              | 2007              |
| ----------------- | ----------------- | ----------------- | ----------------- | ----------------- | ----------------- | ----------------- | ----------------- |
| Obtížnost         | 33-37             | 34                | 33-34             | —                 | —                 | —                 | —                 |
| Rychlost          | 5-8               | 11                | 5-8               | 6                 | 12                | —                 | —                 |
| Bouldering        | —                 | —                 | —                 | 3                 | 2                 | 14-15             | 20                |

| Světový pohár | Světový pohár   | Světový pohár | Světový pohár | Světový pohár    | Světový pohár | Světový pohár | Světový pohár | Světový pohár | Světový pohár | Světový pohár | Světový pohár | Světový pohár | Světový pohár |
| Rok           | 1993            | 1994          | 1995          | 1998             | 1999          | 2000          | 2001          | 2002*         | 2003          | 2004          | 2005          | 2006          | 2007          |
| ------------- | --------------- | ------------- | ------------- | ---------------- | ------------- | ------------- | ------------- | ------------- | ------------- | ------------- | ------------- | ------------- | ------------- |
| Obtížnost     | 41-45           | 37            | 51-53         | 22-24            |               |               |               |               |               |               |               |               | —             |
| jednotlivě*   | -,-,18-19,-,-,- | -,-,21,-      | -,-,35,29-31  | 24,-,11          |               |               |               |               |               |               |               |               | —             |
|               |                 |               |               |                  |               |               |               |               |               |               |               |               |               |
| Rychlost      | 14-16           | —             | —             | 3                |               |               |               |               |               |               |               |               | —             |
| jednotlivě*   | -,5,-           | —             | —             | Bronzová medaile |               |               |               |               |               |               |               |               | —             |
|               |                 |               |               |                  |               |               |               |               |               |               |               |               |               |
| Bouldering    | —               | —             | —             | —                |               |               |               | 1-3           | 3             |               |               |               | 27-28         |
| jednotlivě*   | —               | —             | —             | —                |               |               |               | ,8,           | ,             |               |               |               | -,4,-,-,-,-,- |
|               |                 |               |               |                  |               |               |               |               |               |               |               |               |               |
| Kombinace     | 14              | —             | —             | 1                |               |               |               |               |               |               |               |               | —             |

* Pozn.: nalevo jsou poslední závody v roce
v roce 2002 se ze tří závodů v boulderingu počítal jen nejlepší výsledek, vítězky byly tři (Natalia by byla na body první, Myriam druhá a Lisa pátá)
| Mistrovství Evropy | Mistrovství Evropy | Mistrovství Evropy | Mistrovství Evropy | Mistrovství Evropy |
| Rok                | 2000               | 2002               | 2004               | 2007               |
| ------------------ | ------------------ | ------------------ | ------------------ | ------------------ |
| Obtížnost          | 30-31              | —                  | 34-39              | —                  |
| Rychlost           | 6                  | 7                  | —                  | —                  |
| Bouldering         | —                  | 9                  | 17                 | 28                 |

| Mistrovství světa juniorů | Mistrovství světa juniorů | Mistrovství světa juniorů |
| Rok                       | 1992 kat A                | 1994 juniorky             |
| ------------------------- | ------------------------- | ------------------------- |
| Obtížnost                 | 4                         | 13                        |